# Michael Turtur
Michael Colin Turtur AO (* 2. Juli 1958 in Adelaide) ist ein australischer Radsportfunktionär und ehemaliger Bahnradsportler. Sein größter Erfolg war der Gewinn der Goldmedaille mit dem australischen Bahnvierer bei den Olympischen Sommerspielen 1984. Von 1998 bis 2021 fungierte Turtur als Renndirektor der von ihm ins Leben gerufenen Tour Down Under, zudem war er von 2008 bis 2012 Präsident des  Ozeanischen Radsportkontinentalverbandes und damit Mitglied des Management Committees der Union Cycliste Internationale.
1978 waren die Commonwealth Games Turturs erste große internationale Meisterschaften, 1980 nahm er an den Olympischen Sommerspielen in Moskau teil. 1982 und 1983 nahm er an den Straßenweltmeisterschaften teil. Bei den Commonwealth Games 1982 gewann Turtur seine ersten internationalen Medaillen: Gold in der Mannschaftsverfolgung und der Einerverfolgung, sowie Bronze im 10-Meilen-Scratch. Bei den Olympischen Sommerspielen wurde er mit Dean Woods, Kevin Nichols und Michael Grenda nach Siegen über Italien im Halbfinale und den Vereinigten Staaten im Finale Olympiasieger. Turtur war australischer Flaggenträger bei den Commonwealth Games 1986, wo er seinen Titel in der Mannschaftsverfolgung verteidigen konnte. In der Saison 1986 gewann er die nationale Meisterschaft in der Mannschaftsverfolgung.
2008 wurde Turtur als South Australian of the Year geehrt.
Am 2. Dezember 2012 wurde Turtur als Präsident des Ozeanischen Radsportverbands abgewählt; seine Nachfolgerin wurde Tracey Gaudry. Turtur wurde ein Interessenkonflikt zwischen dem Kontinentalverband und seiner Position als Rennorganisator der Tour Down Under insbesondere auch im Hinblick auf die Behandlung der Dopingaffäre Lance Armstrong vorgeworfen.